# Dolinov
Макси́м И́горевич До́линов (бел. Максім Ігаравіч Долінаў; род. 5 июня 1997, Гомель), также известен как DOLINOV, — белорусский певец, автор-исполнитель, блогер. Первую небольшую популярность получил, снимая короткие видеоролики («вайны») в Instagram, после — сняв пародию на песню группы Грибы «Тает лёд», видео набрало более 100 тысяч просмотров. Вскоре начал снимать видео в так называемом формате «ожидание/реальность», из-за чего и стал известным.

16 июня 2023 года Максим Долинов выпустил трек «Табу», который быстро набрал популярность на постсоветском пространстве, а потом и вовсе вошёл в мировой плейлист фонк-музыки «phonk» на Spotify, став единственным русскоязычным треком в плейлисте.

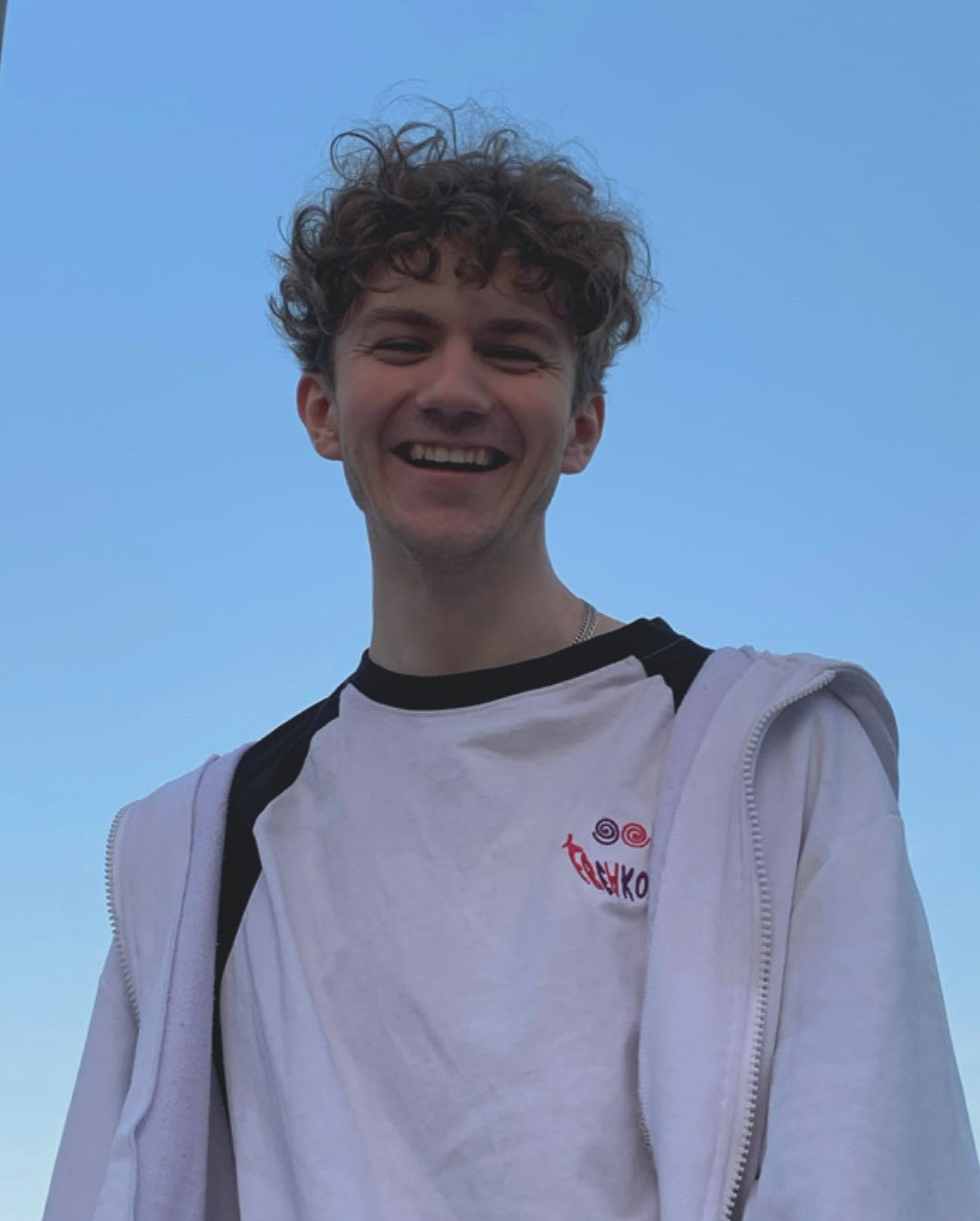
Максим Долинов в 2023 году

## Биография и творчество
Максим Долинов родился 5 июня 1997 года в Гомеле. В 2018 году окончил Гомельский государственный технический университет имени П. В. Сухого по специальности экономист-менеджер, в том же году переехал в Минск.
В 2014 году зарегистрировался в Instagram. Глядя, как развивается эта соцсеть и становятся известными многие блогеры, решил попробовать сам. В 2017 году начал снимать видеоролики на YouTube, но за 2 года набрал всего около 2 тысяч подписчиков, из-за чего вернулся в Instagram, начал снимать видео в формате «вайн», вскоре снял пародию на трек «Тает лёд» украинской группы Грибы и за полтора года набрал аудиторию в 400 тысяч подписчиков.
В октябре 2019 года блогер зарегистрировался в TikTok и за 4 месяца набрал 1 миллион подписчиков, а к 2023 году его аудитория в этой социальной сети насчитывала более 2,5 миллионов подписчиков.
В 2020 начал выпускать треки в стиле хип-хоп, 
поп и фонк. Известными стали треки «Амнезия», «Жить в кайф», «Табу» и «Девчонка».
Трек «Табу» быстро набрал популярность и вошёл в чарты ВКонтакте, Яндекс Музыки, Spotify и Shazam, в том числе и в региональные плейлисты (ВКонтакте: «Украина: Топ-100», «Беларусь: Топ-100», «СНГ: Топ-100»; Spotify:  «Топ-50 (Украина)», «Топ-50 (Беларусь)», «Топ-50 (Россия)», также плейлисты «Шазам Топ» Украины, Польши, Белоруссии, Казахстана и России). По состоянию на август 2023 года под этот трек в TikTok было записано более 90 тысяч роликов. Трек числится в мировом плейлисте «phonk» в Spotify.
Один из фанатов творчества Максима Долинова 12 сентября 2023 года даже набил татуировку «DOLINOV Табу» на животе.
Также в феврале 2023 года совместно с известной белорусской певицей PushNova (многократный лауреат «Песни года Белоруссии», финалистка национальных отборов на конкурс «Евровидение») выпустил трек «Простудился тобой».
В 2023 году исполнитель получил Серебряную кнопку YouTube, а в 2024 — Золотую.

## Участие в шоу и мероприятиях
9 марта 2020 года принял участие в шоу «ПОДЪЁМ!» на белорусском телеканале ТНТ International.
23 сентября 2022 года вместе с другими блогерами соцсети Likee дал старт челленджу «#вX5раз добрее» от благотворительного фонда спасения тяжелобольных детей «Линия жизни».

## Дискография

### Альбомы
| Название         | Детали                                                                                | Список треков                                                                                                 |
| ---------------- | ------------------------------------------------------------------------------------- | --- |
| «Табу (Remixes)» | - Релиз: 4 августа 2023 - Лейбл: Goost Music - Формат: стриминг, цифровая дистрибуция | Список 1. «Табу (Baldscum Remix)» 2. «Табу (Qmiir Remix)» 3. «Табу (Aiwi Remix)» 4. «Табу (Kiliandxrk Remix)» |

### Синглы
- Саня, где сотка (2020)
- Мама, я не такой (2020)
- Закружилась (2020)
- Время тает (2021)
- Ты далеко (2021)
- Алло, привет (2022)
- Амнезия (2022)
- Хиханьки (2022)
- Уйди от меня (2022)
- Жить в кайф (2022)
- Простудился тобой (feat. PushNova) (2023)
- Табу (2023)
- Девчонка (2023)
- Круговорот (2023)
- На этаже (feat. SOSKA 69) (2023)
- Фары (2023)
- Пьём (feat. ROMANTICA, Lestmor) (2023)
- Походу это любовь (2024)[12]
- Повар (2024)
- Туда сюда (feat. Badabum) (2024)
- Все свои (prod. by Lobotime) (2024)
- Заберу (prod. by Lobotime) (2024)
- Тигрица (2024)
- Предприниматель (2024)
- Ты меня LOVE (2025)
- Ночь, дорога (2025)

### Комментарии
1. ↑  В данный момент видеоролик удалён с аккаунта блогера в Instagram
2. ↑  Альбом-сборник фанатских ремиксов трека «Табу»